# Compagnie des chemins de fer andalous
 (décembre 2021).
La Compagnie des chemins de fer andalous (Compañía de los Ferrocarriles Andaluces) est une ancienne compagnie ferroviaire.

## Histoire

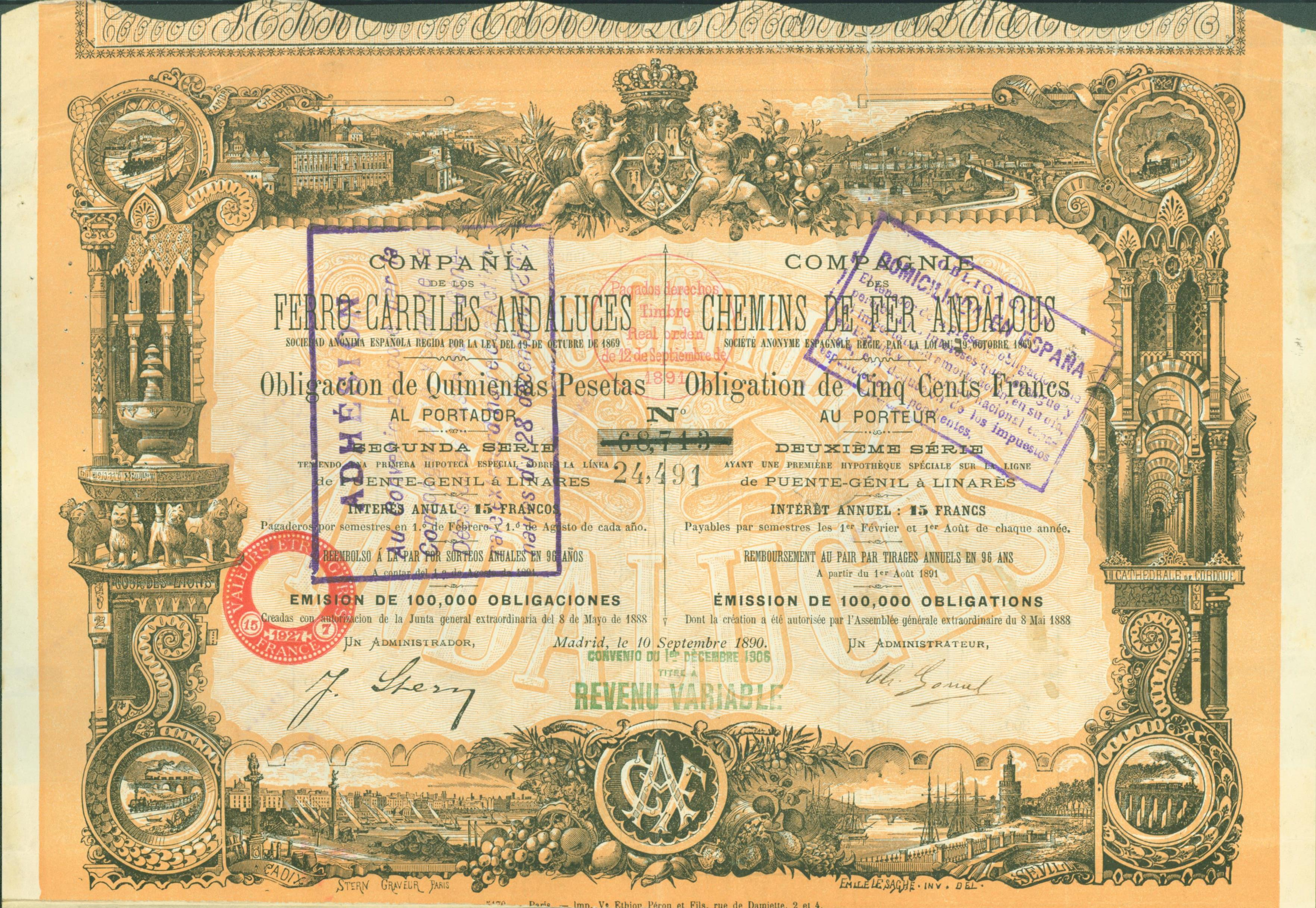
Obligation de la Cie. des Chemins de Fer Andalous en date du 10 septembre 1890

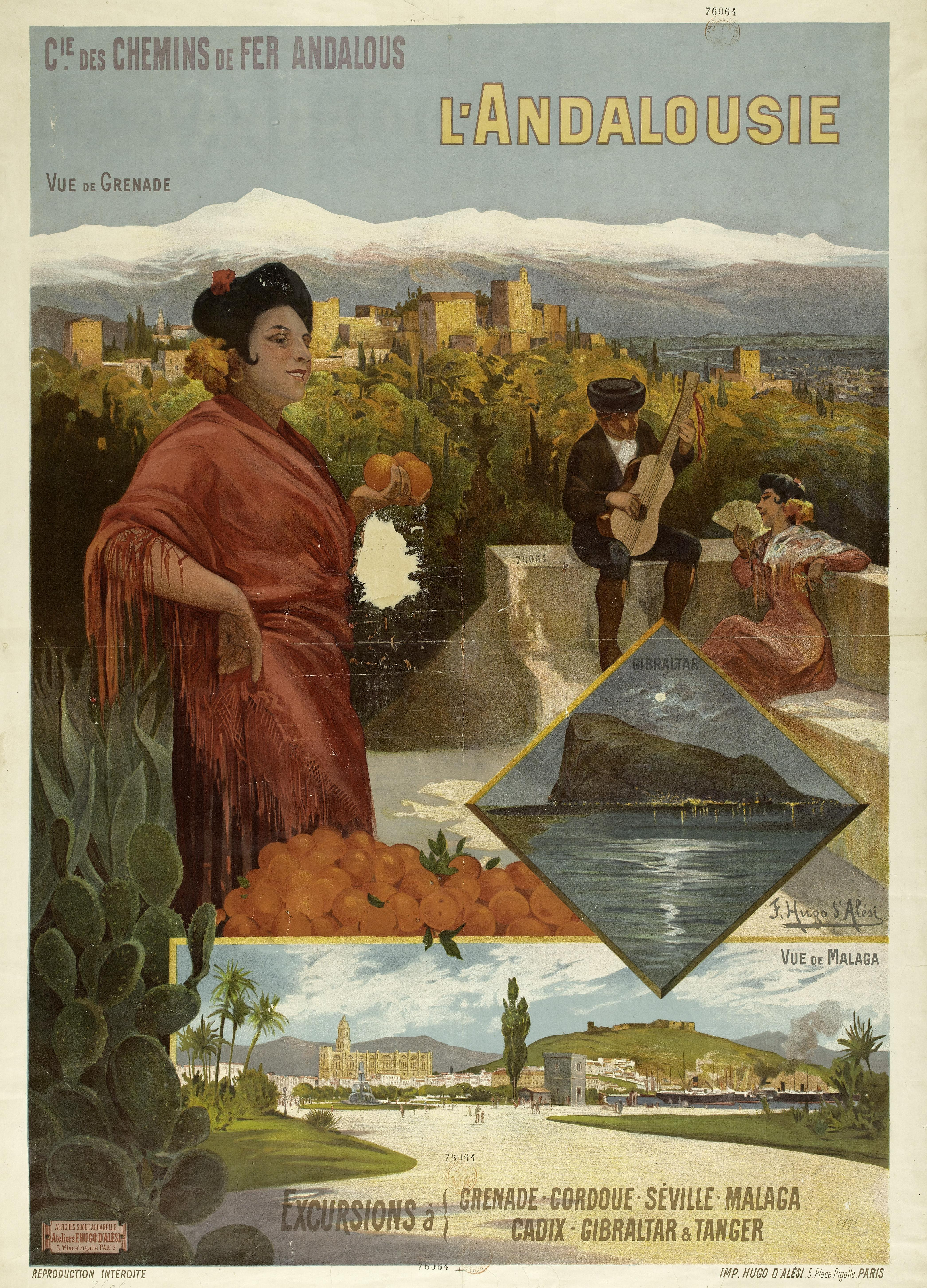

## Réseau

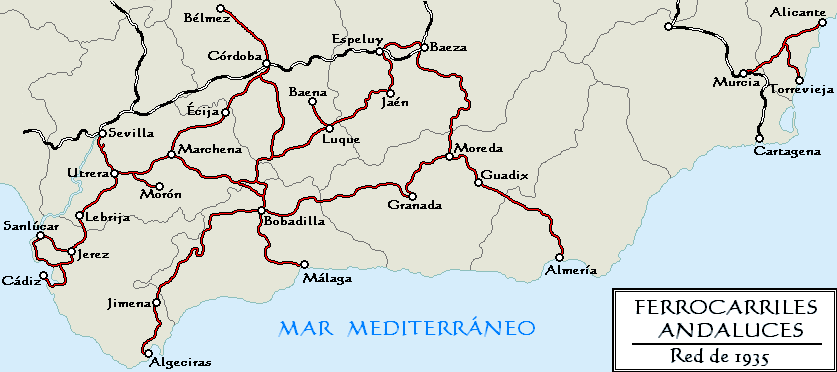
Réseau en 1935.